# 壁裏探知器

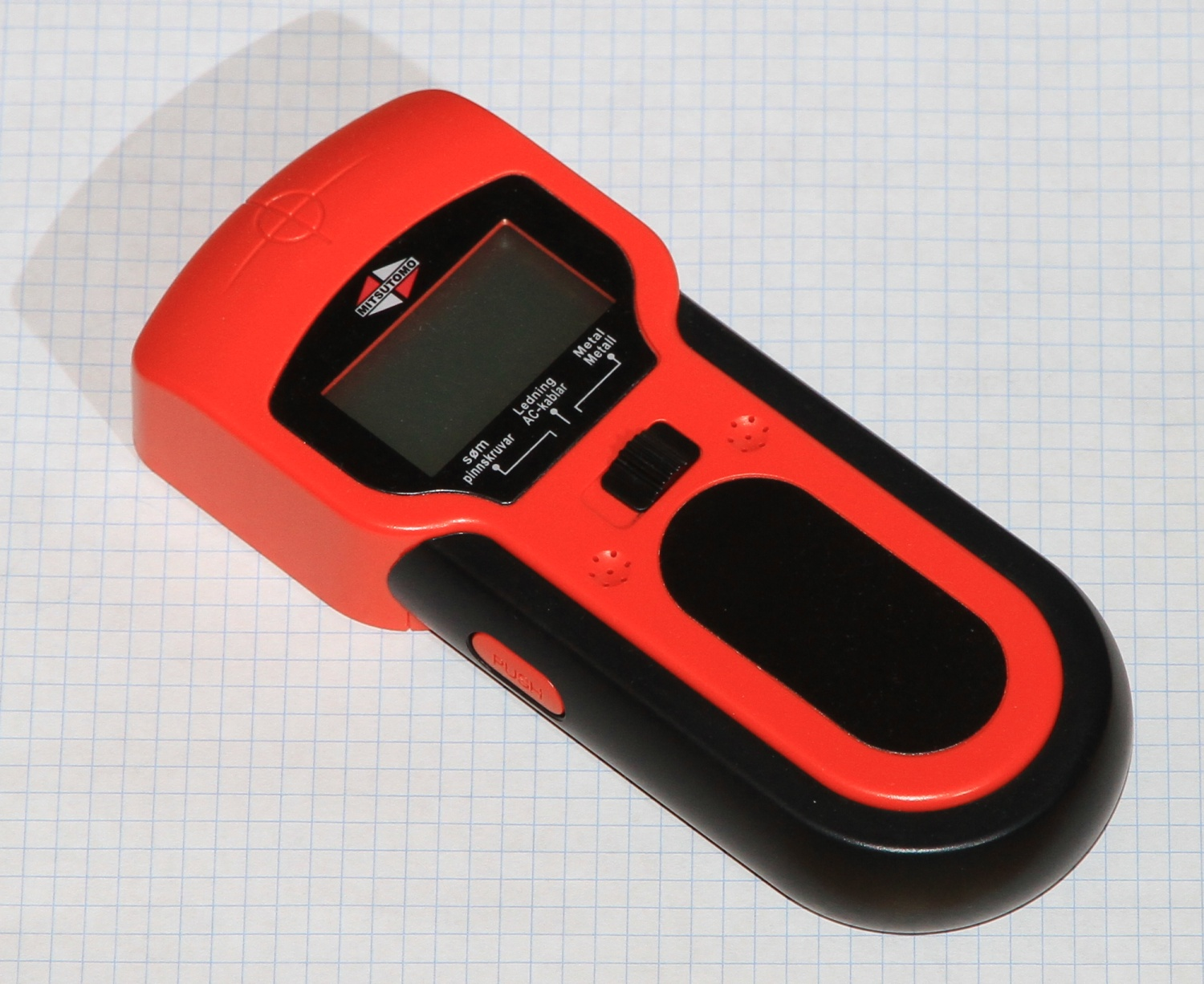
電子式壁裏探知器

壁裏探知器 (かべうらたんちき、英語: frame sensor)とは、住宅の壁面に使用されている石膏ボードの裏にある柱の位置を見つけることができる工具である。壁裏センサーや下地探しとも呼ばれる。
住宅の石膏ボードに釘を打ったりねじを締めるには、ボード裏の柱に固定しないと効果がない。また、ボード用アンカーを使う場合は、柱のない場所で使用することになる。このように壁裏の状態が解らないと使用する金具を選定することができない。工事の際、壁裏の状態を調べるために壁裏探知器で前もって調べることが必要である 。

## 種類
大きく分けて針式壁裏探知器、電子式壁裏探知器、磁気式壁裏探知器の3つに分類できる。
針式壁裏探知器
針式は、ボードに針を指すというシンプルな工具である。針が貫通すれば壁裏に柱はなく、柱があれば針がぶつかるというもの。石膏ボードの厚みも同時に知ることができるタイプや木製下地と金属下地を同時に探せるタイプもある。欠点は、壁紙クロスなどに針の穴が残ることであるが、それほど気になるほどの穴傷ではない。また、チェックした位置が柱の端で釘やねじの固定が不安定になることがある。
電子式壁裏探知器
電子式は多くのタイプがあるが、壁に押し付けながらスライドさせて柱の端の位置を音や光で知らせてくれるものが多い。木柱だけでなく、金属やプラスチック、配線の位置も解るタイプもあり、工事によって配線を傷つけて漏電を生じる事故も防げる。
磁気式壁裏探知器
壁裏の柱に金具等の金属部があると釘やねじを固定できない。磁気式壁裏探知器は、壁裏に金属のない部分では振り子がフラフラしているが、内部に鉄があると磁石振り子により磁力で中央の振り子が直立してその位置がわかる。

## 主なメーカー
日本国内では、主に以下のメーカーが知られている。
- シンワ測定（株）
- タジマツール (TJM DESIGN)
- ムラテックKDS（株）
- パナソニック（株）
- （株）マーベル